# Pseudobulbe

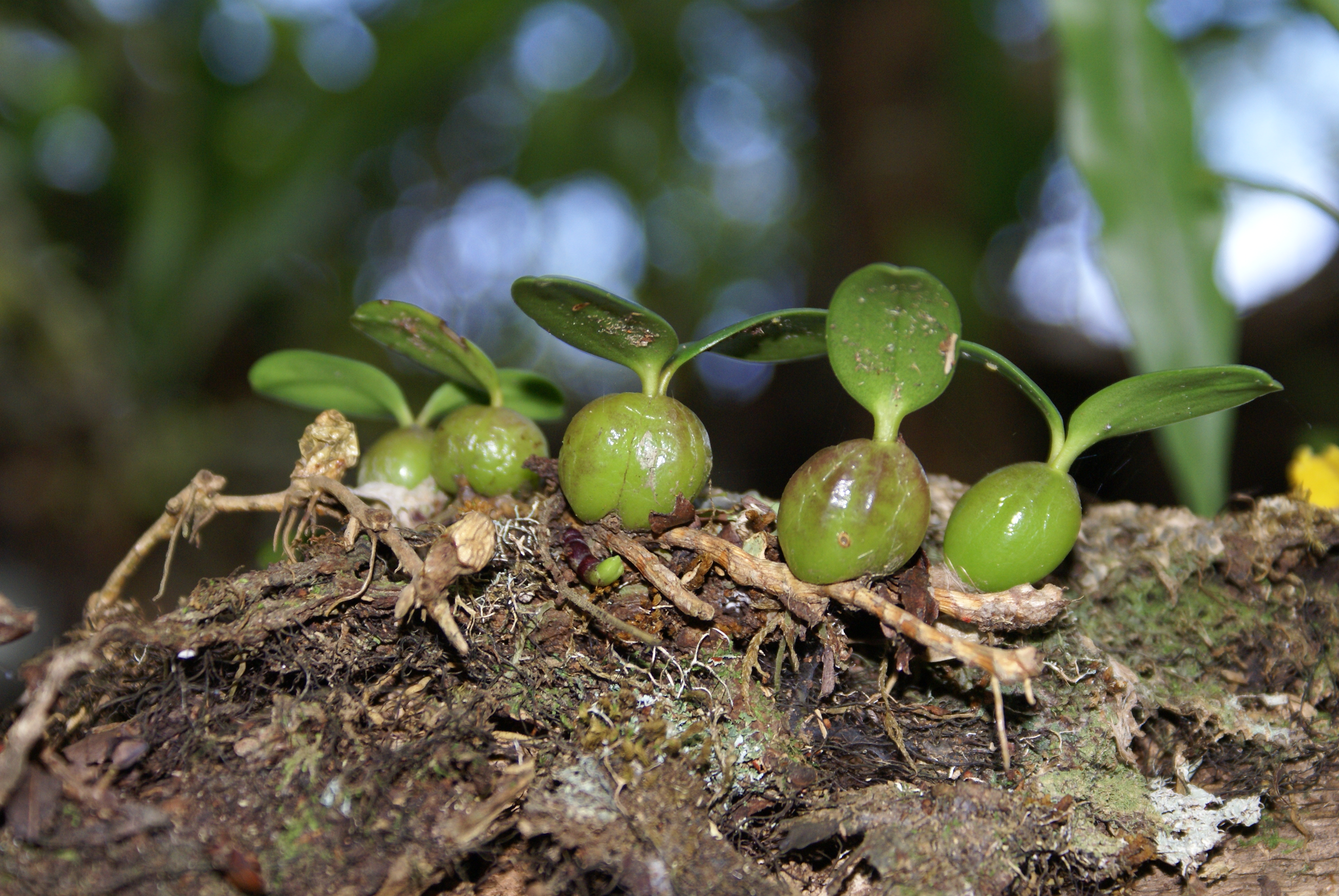
Bulbophyllum nutans (Orchidaceae), deutlich zu erkennen sind die kugeligen Pseudobulben, an deren Enden je zwei Blätter sitzen

Als Pseudobulbe (vom lateinischen bulbus für „Zwiebel“) wird in der Botanik ein verdickter Teil der Sprossachse sympodial wachsender Orchideen bezeichnet, der den Pflanzen als Wasser- und Nährstoffspeicher dient und dabei in seiner Form sehr unterschiedlich ausfallen kann (siehe Abbildungen). Pseudobulben können auch Hohlräume ausbilden, in denen sich bei manchen Arten (z. B. Caularthron bilamellatum) Ameisen einnisten.
Der Begriff „Pseudobulbe“ wurde erstmals 1837 von John Lindley benutzt.

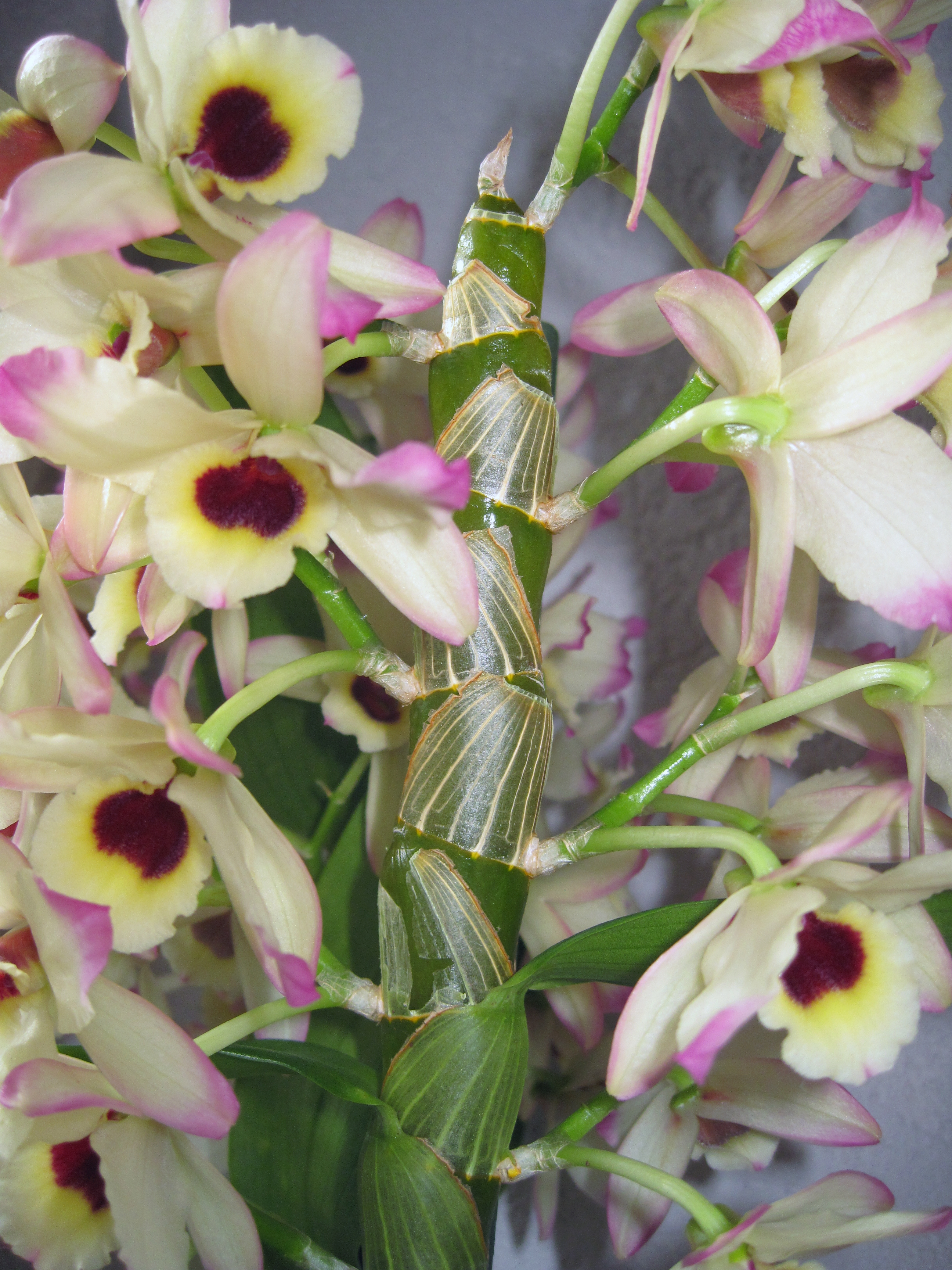
Sprossachse einer Dendrobium nobile mit „homoblasten“ Pseudobulben

Bestehen die Pseudobulben aus mehreren etwa gleichmäßig verdickten Internodien wie bei der Gattung Dendrobium, spricht man von homoblasten Pseudobulben. Neben der Verdickung ihrer Sprossachse lässt sich bei vielen Orchideen mit Pseudobulben die Tendenz beobachten, Blätter nicht mehr gleichmäßig über die ganze Länge des verdickten Sprosses verteilt auszubilden, sondern nur noch im oberen Teil. Endpunkt dieser Entwicklung sind Pseudobulben, die im Wesentlichen nur noch aus einem einzigen Internodium bestehen, an deren Spitze 1–2 Blätter sitzen wie etwa bei vielen Bulbophyllum-Arten. Pseudobulben dieses Typs werden im Unterschied zu den obengenannten als heteroblaste Pseudobulben bezeichnet.